# Richville (Ohio)
Richville es un lugar designado por el censo ubicado en el condado de Stark en el estado estadounidense de Ohio. En el Censo de 2010 tenía una población de 3324 habitantes y una densidad poblacional de 408,86 personas por km².

## Geografía
Richville se encuentra ubicado en las coordenadas 40°45′9″N 81°27′58″O / 40.75250, -81.46611. Según la Oficina del Censo de los Estados Unidos, Richville tiene una superficie total de 8.13 km², de la cual 8.1 km² corresponden a tierra firme y (0.35%) 0.03 km² es agua.

## Demografía
Según el censo de 2010, había 3324 personas residiendo en Richville. La densidad de población era de 408,86 hab./km². De los 3324 habitantes, Richville estaba compuesto por el 94.4% blancos, el 3.46% eran afroamericanos, el 0.09% eran amerindios, el 0.3% eran asiáticos, el 0% eran isleños del Pacífico, el 0.12% eran de otras razas y el 1.62% pertenecían a dos o más razas. Del total de la población el 0.9% eran hispanos o latinos de cualquier raza.